# Leptin
Leptin (af græsk: leptos=tynd) er et vægtregulerende hormon, der dannes i fedtvæv. Når hormonet frigives påvirker det hjernens vægtregulerende centre, hvorved mæthedsfornemmelsen øges og stofskiftet (energiomsætningen) sættes i vejret.
Leptin kaldes også mæthedshormonet.
Leptinmangel kan forårsage fedme, men er dog ikke den almindelige årsag til fedme, idet leptinens virkning er for svag til at hindre fedme forårsaget af inaktivitet og overindtag af fed mad.
Leptin er et protein bestående af en kæde af 167 aminosyrer.